# Тер-Петросянц, Кегам Маркарович
Кегам Маркарович Тер-Петросянц, вариант отчества — Маркович, варианты фамилии  — Тер-Петросян или Тер-Петросьянц (1863 — ?) —  городской голова города Александрополя, депутат Государственной думы I созыва от Эриванской губернии.

## Биография

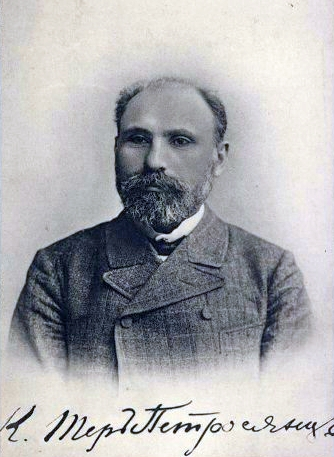
К. М. Тер-Петросянц, 1906

Окончил естественное отделение физико-математического факультета Московского университета. Городской голова Александрополя (ныне Гюмри). Известный общественный деятель. Член партии «Народной Свободы». Имел чин надворного советника.
16 мая 1906 избран в Государственную думу I созыва от населения, не принадлежавшего к числу мусульман. Входил в Конституционно-демократическую фракцию. Член Аграрной комиссии. Как и депутат Х. И. Багатуров, Тер-Петросянц выступил в Думе об «армяно-татарском противостоянии», он сказал, что «население не может выходить из дома, крестьяне не могут идти на полевые работы, а в тех местах, вы знаете, господа, устройство совершенно другое — там без искусственного орошения ничего не растет. Поэтому, если крестьянин опоздает на один день и не польет своих полей, значит, он обречен на голод; кроме человеческих жертв еще экономическое разорение».
10 июля 1906 года в г. Выборге подписал «Выборгское воззвание» и осужден по ст. 129, ч. 1, п. п. 51 и 3 Уголовного Уложения, приговорен к 3 месяцам тюрьмы и лишен права быть избранным.
Дальнейшая судьба неизвестна.